# Bathyphantes fissidens
Bathyphantes fissidens là một loài nhện trong họ Linyphiidae.
Loài này thuộc chi Bathyphantes. Bathyphantes fissidens được Eugène Simon miêu tả năm 1902.